# Старенжин
Старенжин (пол. Starężyn) — село в Польщі, у гміні Дамаславек Вонґровецького повіту Великопольського воєводства.
Населення — 176 осіб (2011).
У 1975-1998 роках село належало до Пільського воєводства.

## Демографія
Демографічна структура станом на 31 березня 2011 року:
|          | Загалом | Допрацездатний вік | Працездатний вік | Постпрацездатний вік |
| -------- | ------- | ------------------ | ---------------- | -------------------- |
| Чоловіки | 85      | 21                 | 58               | 6                    |
| Жінки    | 91      | 17                 | 54               | 20                   |
| Разом    | 176     | 38                 | 112              | 26                   |